# Amato Ferrari
Amato Ferrari (Piacenza, 18 aprile 1966) è un ex pilota automobilistico italiano, ha gareggiato in eventi nazionali in Italia e nel Regno Unito, si è ritirato dalle corse nel 1994 all'età di 28 anni. Successivamente è rimasto negli sport motoristici, passando però al lato manageriale. Attualmente è team principal del proprio team AF Corse.

## Risultati

### Risultati completi del British Touring Car Championship
Le gare in grassetto indicano la pole position di categoria) (Le gare in corsivo indicano il giro più veloce di categoria)
| Anno | Squadra             | Auto              | Classe | 1   | 2   | 3   | 4   | 5   | 6   | 7   | 8   | 9       | 10    | 11  | 12  | 13  | Posizione generale | Punti | Posizione di categoria |
| ---- | ------------------- | ----------------- | ------ | --- | --- | --- | --- | --- | --- | --- | --- | ------- | ----- | --- | --- | --- | ------------------ | ----- | ---------------------- |
| 1990 | Crypton Engineering | Ford Sierra RS500 | A      | OUL | DON | THR | SIL | OUL | SIL | BRH | SNE | BRH Rit | BIR 5 | DON | THR | SIL | 28                 | 8     | 12                     |